# Santuario de la Virgen de Guadalupe (Churintzio)
El Santuario de la Virgen de Guadalupe  es considerado por el INAH monumento histórico del estado de Michoacán ID 10033 ubicado en el centro de Churintzio.

### Construcción
Inicia su construcción en 1881, a fin de perpetuar la coronación de Nuestra Señora de Guadalupe. La construcción se terminó en los primeros años del siglo XX.
Para su construcción se extrajo cantera de un lugar conocido como "Las Pomas", ubicado al norte de la localidad. Los Señores Perfecto Naranjo y Arnulfo Ramírez tallaron dos medallones con la imagen de la Virgen de Guadalupe, uno ubicada en la fachada del santuario y otro en la parte lateral derecha del atrio. La parroquia fue bendecida el 12 de diciembre de 1902.
El campanario actual fue posible gracias al dinamismo del Pbro. Sotero Fernández Fernández quién promovió el apoyo de pueblo y gestionó en los Estados Unidos fondos con los vecinos de Churintzio emigrados. Se empezó a construir el 24 de febrero de 1984  y se concluyó el 11 de noviembre del mismo año, y bendecido el 10 de diciembre de 1986 por el Sr. obispo titular de la diócesis de Zamora, José Esaúl Robles Jiménez.

## Enrique Arízaga
En el santuario de Guadalupe en Churintzio, reposan los restos mortales de Enrique Arízaga mártir de la Guerra Cristera en Churintzio.

### Historia de Enrique Arízaga
Durante la Guerra Cristera los sacerdotes de churintzio tuvieron que esconderse porque los perseguía el gobierno para matarlos, los padres se escondieron en los cerros de churintzio y allí vivieron durante la Guerra cristera, escondidos.  El señor cura de Churintzio entonces era Pascual Soto además estuvieron con él, los padres Ambrosio Soria y Cipriano Zapien estos tres sacerdotes habían nacido en el pueblo de churintzio y pasaron toda la cristiada juntos. escondidos en los montes de churintzio. En este tiempo los sacerdotes no se podián vestir como sacerdotes así que estos tres padres se vestián como campesinos.
Los soldados precionaban a las personas para que entregaran a los sacerdotes, para evitar que alguien bajo la presión de una amenaza de muerte los delatara, solo Enrique Arízaga oriundo de Churintzio,  era el único que sabía en que lugar se encontraban los padres y en que lugar iban a estar, puesto que no se estaban en un lugar fijo. 
Enrique Arízaga era el encargado de llevar los sacramentos a las personas del pueblo como la comunión y además cuando una pareja de novios se quería casar él llevaba los novios con los padres para que los casaran.  

En una ocasión los soldados lo pararon cuando iba en la entrada del pueblo por el lado del malentón, donde está la entrada de La Piedad a churintzio aproximadamente y el llevaba la comunión guardada y los soldados lo pararon y él les dijo que era un campesino nada más que venía de trabajar del cerro y lo dejaron que siguiera su camino.

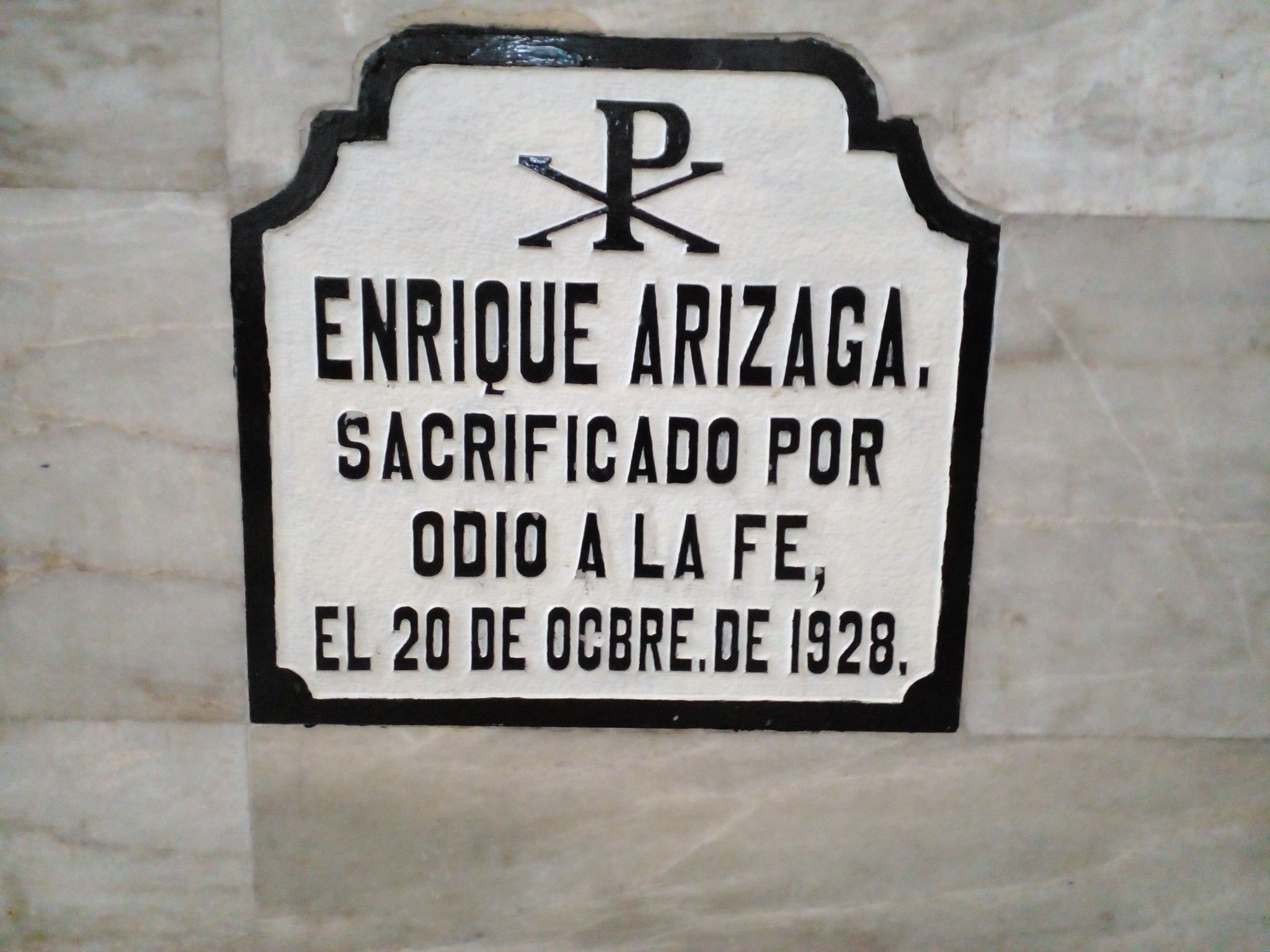
Restos mortales de Enrique Arízaga

En ese tiempo los templos de Churintzio estaban cerrados pero Enrique Arízaga se las ingeniaba para entrar al Santuario de Guadalupe y se ponía a rezar el rosario. 
Hasta que un día los soldados lo agarraron dentro del Santuario mientras rezaba y lo arrestaron lo escoltaron hasta el panteón durante el trayecto a sabiendas que iba morir por cristo se notaba en su rostro una cara de alegría,  al llegar al panteón lo fusilaron en una de las bardas que cercan el cementerio, ya le habían advertido antes que no lo querían encontrar rezando en el santuario, Pero a él lo único que le importaba era su fe. se convirtió así en el primer mártir en la historia de Churintzio.